# Riserva della montagna di Hatta
La Riserva della montagna di Hatta, (in inglese Hatta Mountain Reserve, in arabo  محمية حتا الجبلية‎?), è un'area naturale protetta degli Emirati Arabi, istituita nel 2014, che si trova nell'area orientale dell'Emirato di Dubai nell'exclave di Hatta.

## Storia dell'area
La riserva di Hatta è stata dichiarata area protetta dal decreto reale numero 22 del 2014 emesso dallo sceicco Mohammed bin Rashid Al Maktum, sovrano di Dubai.
In base alla legge n. 11 del 2003 sull'istituzione di aree protette nell'Emirato di Dubai l'area è posta sotto la protezione e il governo della municipalità di Dubai.
Nel 2019 la riserva è stata designata ed accettata come zona umida ai sensi della Convenzione di Ramsar con il nome Hatta Mountain Reserve.

## Territorio
La riserva si trova nella zona orientale di Dubai, e occupa un'area di 21,56 km² sui monti Hajar presso il confine con l'exclave di Masfut dell'emirato di Ajman ed il Governatorato di al-Buraymi dell'Oman.
Dal punto di vista amministrativo la riserva si trova quasi completamente nel territorio di competenza della comunità di Hatta.
Questa area ricade all'interno dell'ecoregione terrestre del Boscaglie montane dei monti Al Hajar al Gharbi che fa parte dell'ecoregione globale delle Zone boschive e boscaglie dell'altopiano della penisola araba.
All'interno della riserva si trovano diversi laghi, naturali e non. I due bacini maggiori sono quelli artificiali di Al Ghabra, chiamato anche Hatta Green Lake, e il grande lago di Hatta formato dalla diga omonima, posti a sud del centro abitato. Questi bacini raccolgono gran parte della precipitazioni che si riversano nella zona attraverso una serie di wadi che drenano questa porzione dei monti Hajar. Da notare che i suddetti monti sono l'area più piovosa della regione che riceve annualmente circa il 30% delle precipitazioni di tutti gli Emirati. Questa situazione rende il sito della riserva uno dei pochissimi lungo la catena montuosa degli Hajar fornito di un ambiente adatto alla riproduzione per uccelli acquatici, pesci e anfibi.
L'elevazione della riserva varia da 365 m a quasi 1.000 m s.l.m., tuttavia, ampi tratti della regione si trovano al di sotto dei 600 m.
L'area è caratterizzata da una piovosità media annua di 125,6 mm e una temperatura media di 27,8°C. Le temperature massime e minime registrate sono di 40,8°C e 11,2°C.

## Biodiversità
Data la scarsità di zone umide d'acqua dolce nella regione, la riserva rappresenta un raro e rappresentativo ecosistema montano d'acqua dolce che ospita un gran numero di specie. Infatti supporta il 19% di tutte le specie vegetali registrate nel paese, il 79% delle sue libellule, il 27% dei suoi uccelli, il 44% dei suoi mammiferi e il 30% dei suoi rettili e anfibi. Alcune di queste specie sono minacciati a livello globale.
Fra i mammiferi sono state osservate 23 specie, tra cui le specie minacciate del Tahr arabo (Arabitragus jayakari), il Caracal asiatico (Caracal caracal schmitzi) e il leopardo arabo (Panthera pardus nimr) in pericolo di estinzione. Sono state rilevate anche altre specie di valore conservazionistico locale come la volpe di Blandford (Vulpes cana) e il gatto selvatico di Gordon (Felis silvestris gordoni).

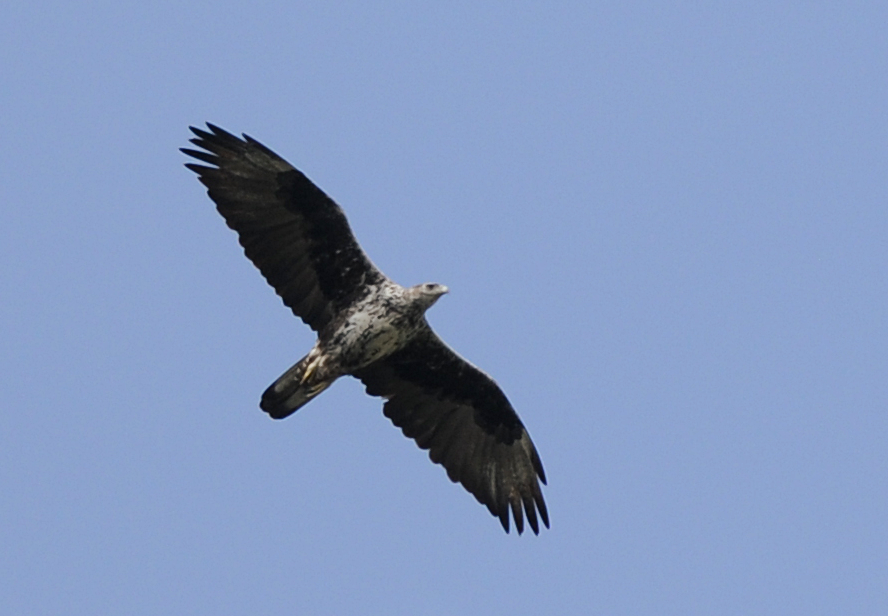
Aquila fasciata

L'area umida di Hatta ospita 127 specie di uccelli, 42 delle quali sono uccelli acquatici e la maggior parte sono specie migratrici di cui il 3% è considerato minacciato in tutto il mondo. Fra questi:
- avvoltoio orecchiuto  (Torgos tracheliotos),
- capovaccaio (Neophron percnopterus),
- aquila anatraia maggiore (Aquila clanga),
- ghiandaia marina (Coracias garrulus),
- aquila di Bonelli (Aquila fasciata), di importanza regionale.

Per quanto riguarda gli anfibi, la riserva ospita entrambe le specie endemiche del Bufo arabicus e del Bufo dhufarensis.
Infine la riserva ospita 3 delle 21 specie di pesci d'acqua dolce registrati negli Emirati:
- Garra barreimiae, l'unica specie ittica endemica negli Emirati Arabi Uniti (endemica degli Emirati Arabi Uniti e dell'Oman).
- Cyprinion microphthalmum, poiché l'unica registrazione di questa specie negli Emirati Arabi proviene da Hatta, è considerato minacciato secondo la valutazione della lista rossa regionale IUCN.
- Aphanius dispar, una specie di Cyprinodontidae che è principalmente diffuso nelle lagune costiere, ma, come specie secondaria di acqua dolce, si trova ampiamente distribuita negli wadi di montagna degli Emirati Arabi Uniti.

La riserva ospita il 19% del totale delle specie vegetali degli Emirati Arabi (132 su 688).
Quattro specie sono endemiche delle montagne Hajar:
- Pulicaria edmondsonii,
- Echinops erinaceus,
- Pteropyrum scoparium,
- Lindenbergia arabica.

Tre specie sono considerate rare:
- Rumex limoniastrum,
- Ehretia obtusifolia,

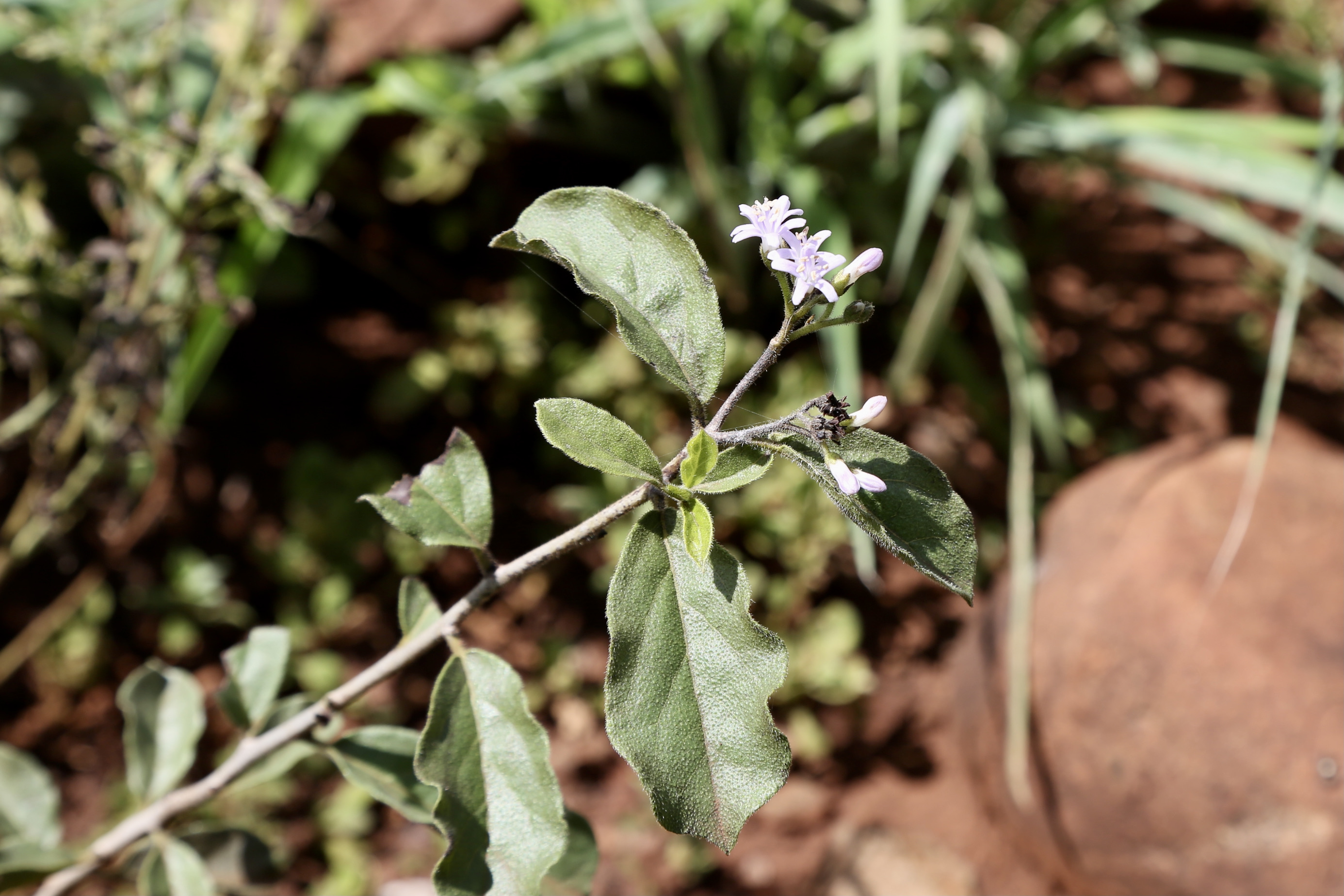
Ehretia obtusifolia (Boraginaceae)

- Pycnocycla cespitosa (della famiglia Apiaceae).

## Punti di interesse

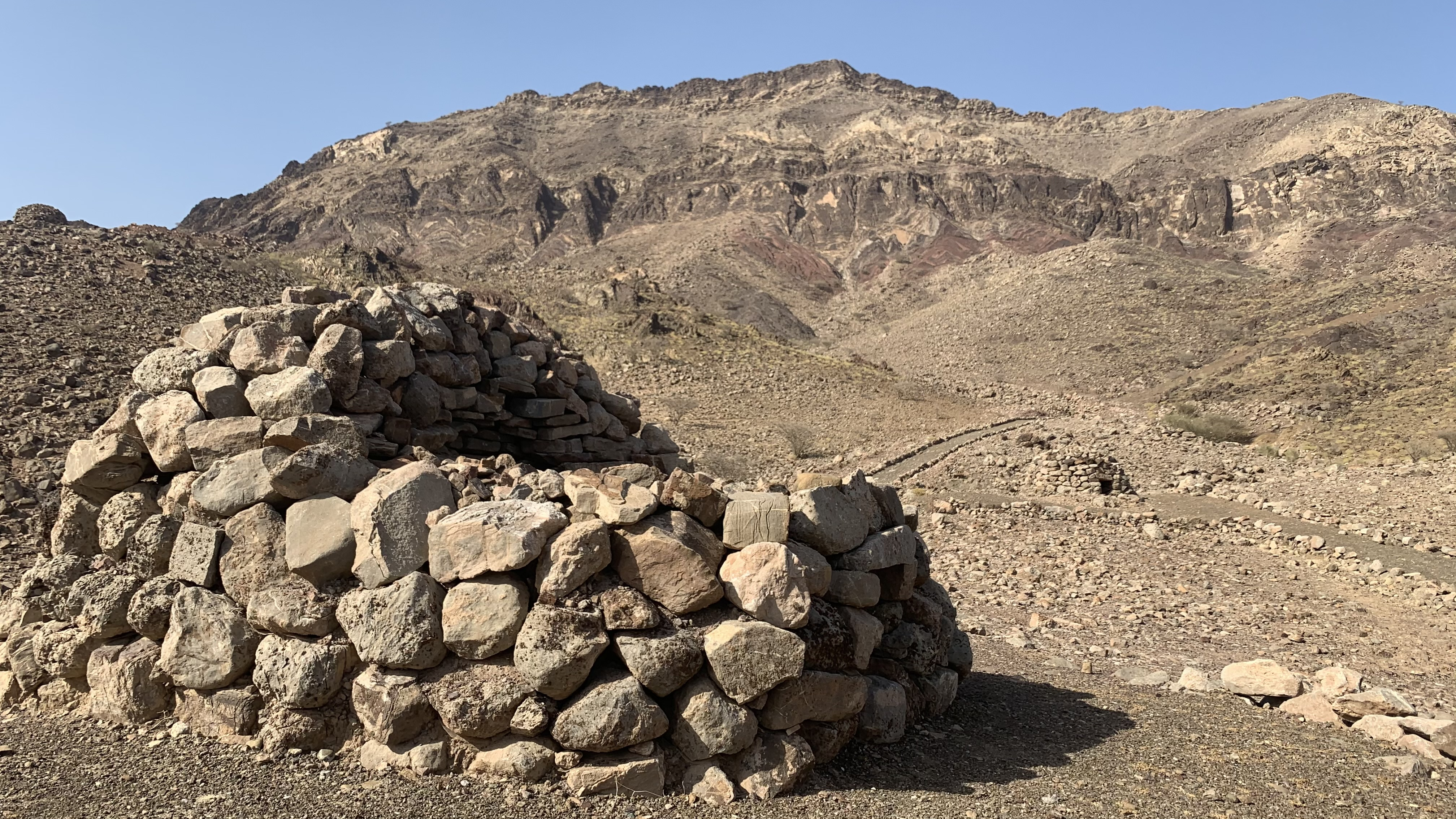
Tomba del periodo Hafit nel sito di Jabal al Yamh

All'interno della riserva si trova il sito archeologico di Jabal al Yamh. Il sito si trova sulle pendici meridionali dell'omonima montagna a circa 330 m sul livello del mare e contiene oltre settanta tombe disposte lungo 4 km nella parete sud-occidentale della montagna. Queste tombe sembrano rappresentare vari stili associati ai periodi Hafit, Umm an-Nar, Wadi Suq e dell'età del ferro che coprono un periodo di oltre duemila anni. Il sito fu scavato inizialmente nel 1990 quando vennero rilevate circa 20 tombe che non contenevano manufatti, ma solo una piccola e frammentaria quantità di resti ossei. Successivamente, nel 2017, l'area è stata nuovamente esaminata e sono state scoperte diverse nuove tombe e altri importanti siti di sepoltura, insediamenti islamici, nonché diversi petroglifi. In considerazione del potenziale archeologico di queste tombe, venne deciso che il Jabal al Yamh dovesse essere analizzato e protetto, e a questo fine nel gennaio 2018 
il Comune di Dubai ha commissionato una ricerca archeologica che venne affidata a un team multidisciplinare di professionisti. Fino al 2022 un totale di settantasette strutture sono state individuate, di cui quarantacinque sono state scavate e trentadue rimangono non scavate.